# Осгуд, Чарлз
Чарлз Эджертон О́сгуд (англ. Charles Egerton Osgood; 20 ноября 1916 — 15 сентября 1991) — американский психолог, разработчик методики семантического дифференциала.

## Биография
Родители Чарлза развелись, когда ему было 6 лет. Окончив Дартмутский колледж, продолжил своё обучение в Йеле, где работал под руководством Роберта Сирса вместе с Арнольдом Гезеллом и Ирвином Чайльдом. Среди людей, чьи работы произвели на него особое впечатление, Чарльз Осгуд отмечал позднее Кларка Халла. После защиты диссертации некоторое время работал на военных базах, затем получил место в Университете Коннектикута, откуда в 1949 году перешёл в Иллинойсский университет. Научные достижения Осгуда могут быть отмечены в пяти главных сферах: бихевиоризм против когнитивизма, психолингвистика, теория смысла, кросс-культурные исследования и борьба за мир.
Методика семантического дифференциала была описана в работе The Measurement of Meaning (1957).
Теория Осгуда, согласно которой, каждый звук вызывает вполне определённую эмоциональную реакцию, подверглась критике со стороны лингвистов. На данной теории основана получившая широкое распространение программа ВААЛ, якобы помогающая создавать тексты с определённым эмоциональным воздействием.
В 1963 году за проявленные организаторские способности и вклад в науку Осгуд был избран президентом Американской психологической ассоциации.

## Ассоцианистская теория Чарльза Осгуда
В основе ассоцианистской теории лежат 3 компонента:
1. Психологический компонент — бихевиоризм.
2. Лингвистический компонент — дескриптивная лингвистика.
3. Математический компонент — теория коммуникаций.

Опираясь на теорию бихевиоризма, Осгуд считал, что в психике человека нет ничего, что не поддавалось бы наблюдению и описанию. Соответственно предпринимались попытки измерить коннотативное значение слова (сюда входят: оценка, сила, экспрессивность).
Для психики человека важна ассоциативная связь стимула и реакции, а также вся совокупность реакций на полезные стимулы. Отсюда следует заявление, что человек ничем не отличается от животного, разве что только речью. Это можно изобразить в следующей схеме:
C (стимул) — P (реакция), то есть
любой стимул вызывает в человеке заложенную реакцию, которую можно измерить.
Но в 1930-е годы эта схема перестаёт удовлетворять психологов. Появляется новое течение — необихевиоризм. Необихевиористы вводят понятие — «промежуточная переменная», то есть специфический внутренний стимул, способный вызвать в человеке внешнюю реакцию и отражающий особые индивидуальные опыты человека, из-за чего реакции разных людей отличаются. Появляется следующая схема:
C — ПП¹ — ПП² -ПП³ … — P (взаимоотношения между ПП не обязательно линейные)
Опора на бихевиоризм позволяет создать новую предметную область исследования — отношения между структурой сообщения и качествами индивида. В нашей речи отражаются наши психические свойства; структура вербальных отношений зависит от нашей психики.
Ч. Осгуд обращался к исследованию содержания отдельного слова с использованием отношений между стимулами и реакциями, то есть Осгуд изучает ассоциации на слово.
Исследование ассоциативных связей слова позволяет Осгуду выйти на проблему эффективной коммуникации, и он создаёт свою концепцию речи. Осгуд понимает речь как систему опосредованных реакций человека на различные речевые и неречевые стимулы. Осгуд подчёркивает, что между речевыми и неречевыми стимулами устанавливаются ассоциативные связи. У человека существует врождённая речевая способность, которая является системой специальных фильтров, и эти фильтры работают как на приёме речи, так и на речевую реакцию. Это означает, что человек генетически предрасположен к восприятию речи, и он умеет её разграничивать от других шумов. Речь помогает ограничивать информацию, которую получает человек. Данное положение в дальнейшем подтвердилось исследованиями других учёных.

## Теория речевой приспособленности к среде
Данную теорию можно представить при помощи следующей схемы:
Уровень репрезентации
↑
Уровень интеграции ↔ самостимуляции
↑
Уровень рецепции ↔ моторной кодификации
Базисным уровнем является уровень рецепции и моторной кодификации. Восприятие человеком речи тесно зависит от моторной кодификации. Например, если зажать человеку голосовые связки, то примерно через 1,5 минуты он перестаёт понимать речь. Также учёные доказали, что если слушающий не видит артикуляцию говорящего, то уровень понимания слушающего падает на 20 %. На базе данного уровня вырастает уровень интеграции и самостимуляции.
Последним же уровнем является уровень репрезентации, который уже и предполагает реакцию.
Осгуд внедрил новые методологические схемы анализа коммуникации в анализе речевого общения. Отсюда вытекает один из главных выводов Осгуда — речевая деятельность возникает и развивается только в человеческом общении, то есть процессы производства и восприятия речи могут быть исследованы только в общении. Это был абсолютно новый подход в психолингвистике.
Таким образом, Чарлз Осгуд устанавливает новую объектную область — человеческую коммуникацию. Предметом исследования стало установление характера отношений между структурой сообщения и качествами индивида, а также проблемы кодирования и декодирования сообщения в условиях коммуникации.
К недостаткам теории Осгуда можно отнести следующее:
1. Осгуд не изучал интенции говорящего.
2. Осгуд не разграничивал значение и знание.
3. Он не интересовался когнитивной (познавательной) базой языковой способности.

## Основные публикации
- Charles E. Osgood, Method and Theory in Experimental Psychology, Oxford, 1956.
- Charles E. Osgood, George Suci, & Percy Tannenbaum, The Measurement of Meaning. University of Illinois Press, 1957. ISBN 0-252-74539-6.
- Charles E. Osgood, "Suggestions for Winning the Real War with Communism, " Journal of Conflict Resolution, Vol. 3 (1959), pp. 295—325.
- Charles E. Osgood, «An Alternative To War Or Surrender», University of Illinois Press, Urbana 1962.
- Charles E. Osgood & Murray S. Miron (eds), Approaches to the Study of Aphasia, University of Illinois Press, 1963.
- Charles E. Osgood. Perspective in Foreign Policy. Palo Alto: Pacific Books, 1966. ASIN B0007DRMIS.
- Charles E. Osgood, William S. May, & Murray S. Miron, Cross Cultural Universals of Affective Meaning. University of Illinois Press, 1975. ISBN 0-252-00426-4.
- Charles E. Osgood, Focus on Meaning: Explorations in Semantic Space. Mouton Publishers, 1979.
- Charles E. Osgood, Psycholinguistics, Cross-Cultural Universals, and Prospects for Mankind. Praeger Publishers, 1988. ISBN 0-03-059433-2.
- Charles E. Osgood & Oliver Tzeng (eds), Language, Meaning, and Culture: The Selected Papers of C. E. Osgood. Praeger Publishers, 1990. ISBN 0-275-92521-8.